# Bryophilopsis scotina
Bryophilopsis scotina är en fjärilsart som beskrevs av Edward P. Wiltshire 1980. Bryophilopsis scotina ingår i släktet Bryophilopsis och familjen trågspinnare. Inga underarter finns listade i Catalogue of Life.